# Gonzalo Ontivero
Gonzalo Ariel Ontivero (Tucumán, Argentina, 14 de noviembre de 1994) es un futbolista argentino, juega como delantero en el Club Atlético Sportsman Carmelense, disputando la liga venadense

## Biografía
Tiene 4 hermanos: Santiago, Gustavo, Edgardo y Gerardo (Este último juega en las inferiores de Atlético Tucumán.
Llegó a Atlético casi de casualidad. Fue descubierto por Héctor "Pichi" Toledo jugando picados en la cancha de La Blanca, en Villa 9 de Julio. El masajista del club le pidió que se probara en el "decano". Superó el examen y se consagró campeón dos veces con la Clase 94 y después fue una de las grandes figuras del equipo que brilló el año en el torneo liguista.

## Carrera
Debuta oficialmente en un partido contra Talleres de Córdoba, en su segundo partido (contra Union de Santa Fe) vio su primera roja de su carrera.
En el partido contra Gimnasia de Jujuy convirtió su primer gol en su carrera. El miércoles 1 de octubre debuta en la era Hector Rivoira. El 8 de noviembre de 2015 se corona campeón de la B Nacional y logra ascender a Atlético donde solamente disputó 1 partido.
En 2016 es cedido a Sportivo Patria, jugó solamente 9 partidos (3 de titular) anotando después de muchos años (2 años para ser exactos).
En julio de 2016 vuelve al club tucumano pero jugando en su equipo filial. Anota su 1.er gol frente a Nuñorco en la victoria 1-0. Convirtió 2 goles frente a Deportivo Marapa en el partido de ida y anotó otra en el partido de vuelta. Salió campeón de la Liga Tucumana de Fútbol por la resolución del Consejo Federal luego de que el arquero Franco Pizzicanella fuera agredido en el partido de vuelta por la final de la liga. Luego de un bajísimo rendimiento en Atlético jugando para la Primera División de Argentina, el técnico Pablo Lavallén decidió comunicarles que no lo tendría en cuenta.
Luego de buscar por diversos clubes, San Jorge decidió ficharlo para encarar el Torneo Federal A.

## Clubes
| Club                       | País      | Año       |
| -------------------------- | --------- | --------- |
| Atlético Tucumán           | Argentina | 2013-2015 |
| Sportivo Patria de Formosa | Argentina | 2016      |
| Atlético Tucumán           | Argentina | 2016-2017 |
| San Jorge de Tucumán       | Argentina | 2017-2018 |
| Atlético Concepción        | Argentina | 2019      |
| Talleres de Perico         | Argentina | 2020-     |

### Estadísticas
| Club                         | Temporada | Liga  | Liga  | Copa Nacional | Copa Nacional | Copa Internacional | Copa Internacional | Total | Total |
| Club                         | Temporada | Part. | Goles | Part.         | Goles         | Part.              | Goles              | Part. | Goles |
| ---------------------------- | --------- | ----- | ----- | ------------- | ------------- | ------------------ | ------------------ | ----- | ----- |
| Atl. Tucumán Argentina       | 2012-2013 | 1     | 0     | -             | -             | -                  | -                  | 1     | 0     |
| Atl. Tucumán Argentina       | 2013-2014 | 17    | 1     | 1             | 0             | -                  | -                  | 18    | 1     |
| Atl. Tucumán Argentina       | 2014      | 2     | 0     | -             | -             | -                  | -                  | 2     | 0     |
| Atl. Tucumán Argentina       | 2015      | 3     | 0     | 0             | 0             | -                  | -                  | 3     | 0     |
| Atl. Tucumán Argentina       | Total     | 23    | 1     | 1             | 0             | -                  | -                  | 24    | 1     |
| Sp. Patria Argentina         | 2016      | 9     | 2     | -             | -             | -                  | -                  | 9     | 2     |
| Sp. Patria Argentina         | Total     | 9     | 2     | -             | -             | -                  | -                  | 9     | 2     |
| Atl. Tucumán Argentina       | 2016-2017 | 5     | 0     | 0             | 0             | -                  | -                  | 5     | 0     |
| Atl. Tucumán Argentina       | Total     | 5     | 0     | 0             | 0             | -                  | -                  | 5     | 0     |
| San Jorge Argentina          | 2017-2018 | 32    | 2     | 4             | 2             | -                  | -                  | 36    | 4     |
| San Jorge Argentina          | Total     | 32    | 2     | 4             | 2             | -                  | -                  | 36    | 4     |
| Bella Vista Argentina        | 2019      | 6     | 0     | -             | -             | -                  | -                  | 6     | 0     |
| Bella Vista Argentina        | Total     | 6     | 0     | -             | -             | -                  | -                  | 6     | 0     |
| Talleres de Perico Argentina | 2020      | 3     | 2     | -             | -             | -                  | -                  | 3     | 2     |
| Talleres de Perico Argentina | Total     | 3     | 2     | -             | -             | -                  | -                  | 3     | 2     |
| Total                        | Total     | 78    | 7     | 5             | 2             | -                  | -                  | 83    | 9     |

## Palmarés
| Título                  | Club             | País      | Año  |
| ----------------------- | ---------------- | --------- | ---- |
| Primera B Nacional      | Atlético Tucumán | Argentina | 2015 |
| Liga Tucumana de Fútbol | Atlético Tucumán | Argentina | 2016 |